# Llista de monuments de Tossa de Mar
Llista de monuments de Tossa de Mar inclosos en l'Inventari del Patrimoni Arquitectònic de Catalunya per al municipi de Tossa de Mar (Selva). Inclou els inscrits en el Registre de Béns Culturals d'Interès Nacional (BCIN) amb la classificació de monument històric, els béns culturals d'interès local (BCIL) de caràcter immoble i la resta de béns arquitectònics integrants del patrimoni cultural català.
| Monument                                                                                      | Protecció    | Estil/època                             | Localització                                                      | Coordenades                                          | Codi?         | Imatge |
| --------------------------------------------------------------------------------------------- | ------------ | --------------------------------------- | ----------------------------------------------------------------- | ---------------------------------------------------- | ------------- | --- |
| Hospital de Sant Miquel o Casa de Cultura Tomàs Vidal i Rei                                   | BCIN 217-MH  | Barroc XVIII Mitjan, XX Final           | Tossa de Mar Av. del Pelegrí, 8                                   | 41° 43′ 12″ N, 2° 55′ 46″ E / 41.720067°N,2.929403°E | RI-51-0005016 | Hospital de Sant Miquel (Tossa de Mar) · Vegeu més fotos d'aquest monument · Carregueu una nova foto d'aquest monument                        |
| Recinte emmurallat i Castell de Tossa o Vila Vella de Tossa                                   | BCIN 227-MH  | Obra popular, gòtic XII, XIV, XX Inici  | Tossa de Mar Vila Vella                                           | 41° 43′ 01″ N, 2° 55′ 57″ E / 41.716969°N,2.932593°E | RI-51-0000558 | Recinte emmurallat i Castell de Tossa (Tossa de Mar) · Vegeu més fotos d'aquest monument · Carregueu una nova foto d'aquest monument          |
| Mas Salionç                                                                                   | BCIN 1690-MH | XVI, XIX, XX-XXI                        | Tossa de Mar Cala Salionç                                         | 41° 45′ 00″ N, 2° 57′ 30″ E / 41.749940°N,2.958308°E | RI-51-0006139 | Mas Salionç (Tossa de Mar) · Vegeu més fotos d'aquest monument · Carregueu una nova foto d'aquest monument                                    |
| Museu Municipal de Tossa de Mar o Casa del Governador, Palau del Batlle                       | BCIN 4178-MH | Obra popular XV-XX                      | Tossa de Mar Pl. de Roig Soler                                    | 41° 42′ 59″ N, 2° 55′ 58″ E / 41.71625°N,2.93274°E   | RI-51-0001357 | Museu Municipal de Tossa de Mar · Vegeu més fotos d'aquest monument · Carregueu una nova foto d'aquest monument                               |
| Església de Sant Vicenç de Tossa                                                              | BCIL 2015    | Barroc XVIII Final                      | Tossa de Mar Pl. de l'Església                                    | 41° 43′ 05″ N, 2° 55′ 51″ E / 41.71792°N,2.93094°E   | IPA-27131     | Església de Sant Vicenç (Tossa de Mar) · Vegeu més fotos d'aquest monument · Carregueu una nova foto d'aquest monument                        |
| Habitatge al carrer Sant Miquel, 32                                                           | BCIL 2015    | Eclecticisme XX, XXI                    | Tossa de Mar C. St. Miquel, 32                                    | 41° 43′ 11″ N, 2° 55′ 49″ E / 41.71977°N,2.93024°E   | IPA-27134     | Habitatge al carrer Sant Miquel, 32 (Tossa de Mar) · Vegeu més fotos d'aquest monument · Carregueu una nova foto d'aquest monument            |
| Habitatge al carrer Sant Antoni, 10, Cafè Berlín                                              | BCIL 2015    | Modernisme XX Inici                     | Tossa de Mar C. Sant Antoni, 10                                   | 41° 43′ 07″ N, 2° 55′ 50″ E / 41.718734°N,2.930469°E | IPA-27135     | Habitatge al carrer Sant Antoni, 10 (Tossa de Mar) · Vegeu més fotos d'aquest monument · Carregueu una nova foto d'aquest monument            |
| Cafè Berlín                                                                                   | BCIL 2015    | Obra popular XVIII, XX Final            | Tossa de Mar C. St. Antoni, 8                                     | 41° 43′ 07″ N, 2° 55′ 50″ E / 41.718680°N,2.930457°E | IPA-27136     | Cafè Berlín (Tossa de Mar) · Vegeu més fotos d'aquest monument · Carregueu una nova foto d'aquest monument                                    |
| Can Dionís, Can Ditu                                                                          | BCIL 2015    | Obra popular XVII, XX Final             | Tossa de Mar C. Portal, 22                                        | 41° 43′ 00″ N, 2° 55′ 57″ E / 41.71658°N,2.93239°E   | IPA-27137     | Can Dionís (Tossa de Mar) · Vegeu més fotos d'aquest monument · Carregueu una nova foto d'aquest monument                                     |
| Casa Vicens Macià, l'Hostalet                                                                 | BCIL 2015    | Obra popular XVIII-XX                   | Tossa de Mar C. Dr. Carmelo Fernández Casanova - c. de l'Església | 41° 43′ 03″ N, 2° 55′ 52″ E / 41.71759°N,2.93121°E   | IPA-27138     | Casa Vicens Macià (Tossa de Mar) · Vegeu més fotos d'aquest monument · Carregueu una nova foto d'aquest monument                              |
| Casa Daniel                                                                                   | BCIL 2015    | Obra popular XVIII-XX                   | Tossa de Mar C. Estolt, 11                                        | 41° 43′ 02″ N, 2° 55′ 55″ E / 41.71727°N,2.93187°E   | IPA-27139     | Casa Daniel (Tossa de Mar) · Vegeu més fotos d'aquest monument · Carregueu una nova foto d'aquest monument                                    |
| Habitatge al carrer de la Guàrdia, 10                                                         | BCIL 2015    | Obra popular XVIII-XX                   | Tossa de Mar C. Guàrdia, 10                                       | 41° 43′ 08″ N, 2° 55′ 53″ E / 41.71881°N,2.9314°E    | IPA-27140     | Habitatge al carrer de la Guàrdia, 10 (Tossa de Mar) · Vegeu més fotos d'aquest monument · Carregueu una nova foto d'aquest monument          |
| Habitatge al carrer Mare de Déu dels Socors, 8                                                |              | Obra popular XVII, XX Final             | Tossa de Mar C. Mare de Déu dels Socors, 8                        | 41° 43′ 05″ N, 2° 55′ 56″ E / 41.718042°N,2.932157°E | IPA-27142     | Habitatge al carrer Mare de Déu dels Socors, 8 (Tossa de Mar) · Vegeu més fotos d'aquest monument · Carregueu una nova foto d'aquest monument |
| Can Mont                                                                                      | BCIL 2015    | Obra popular XVIII, XX                  | Tossa de Mar C. St. Miquel, 7                                     | 41° 43′ 10″ N, 2° 55′ 53″ E / 41.719383°N,2.931503°E | IPA-27143     | Can Mont (Tossa de Mar) · Vegeu més fotos d'aquest monument · Carregueu una nova foto d'aquest monument                                       |
| Habitatge al carrer Mare de Déu dels Socors, 16                                               | BCIL 2015    | Obra popular XVIII-XX                   | Tossa de Mar C. Mare de Déu dels Socors, 16                       | 41° 43′ 06″ N, 2° 55′ 55″ E / 41.71844°N,2.93207°E   | IPA-27145     | Habitatge al carrer del Socors, 16 (Tossa de Mar) · Vegeu més fotos d'aquest monument · Carregueu una nova foto d'aquest monument             |
| Can Camilo Torrellas                                                                          | BCIL 2015    | Eclecticisme XIX Final, XX Mitjan       | Tossa de Mar C. la Guàrdia, 19                                    | 41° 43′ 08″ N, 2° 55′ 52″ E / 41.71877°N,2.93103°E   | IPA-27146     | Can Camilo Torrellas (Tossa de Mar) · Vegeu més fotos d'aquest monument · Carregueu una nova foto d'aquest monument                           |
| Can Sans, Can Moré, Hotel Diana                                                               | BCIL 2015    | Modernisme XX Inici                     | Tossa de Mar Pg. de Mossèn Cinto Verdaguer, 41                    | 41° 43′ 08″ N, 2° 55′ 57″ E / 41.718828°N,2.932399°E | IPA-27147     | Can Sans (Tossa de Mar) · Vegeu més fotos d'aquest monument · Carregueu una nova foto d'aquest monument                                       |
| Habitatge al carrer Sant Miquel, 28                                                           | BCIL 2015    | Obra popular XVIII Mitjan, XXI Inici    | Tossa de Mar C. St. Miquel, 28 - c. Nou, 22                       | 41° 43′ 11″ N, 2° 55′ 50″ E / 41.71964°N,2.93062°E   | IPA-27148     | Habitatge al carrer Sant Miquel, 28 (Tossa de Mar) · Vegeu més fotos d'aquest monument · Carregueu una nova foto d'aquest monument            |
| Can Saura                                                                                     | BCIL 2015    | Obra popular XVII, XX Final             | Tossa de Mar C. Sant Pere, 1                                      | 41° 43′ 04″ N, 2° 55′ 55″ E / 41.71775°N,2.93195°E   | IPA-27149     | Can Saura (Tossa de Mar) · Vegeu més fotos d'aquest monument · Carregueu una nova foto d'aquest monument                                      |
| Habitatge al carrer Mare de Déu dels Socors, 6                                                | BCIL 2015    | Obra popular XVIII, XX Final            | Tossa de Mar C. Mare de Déu dels Socors, 6                        | 41° 43′ 04″ N, 2° 55′ 56″ E / 41.7179°N,2.93217°E    | IPA-27150     | Habitatge al carrer Mare de Déu dels Socors, 6 (Tossa de Mar) · Vegeu més fotos d'aquest monument · Carregueu una nova foto d'aquest monument |
| Capella dels Socors                                                                           | BCIL 2015    | Barroc XVI, XVIII                       | Tossa de Mar C. Mare de Déu dels Socors                           | 41° 43′ 07″ N, 2° 55′ 55″ E / 41.71861°N,2.93191°E   | IPA-27151     | Capella dels Socors (Tossa de Mar) · Vegeu més fotos d'aquest monument · Carregueu una nova foto d'aquest monument                            |
| Can Ferrer, Can Crema, Can Moré Parot o Ca la Margarida Manuela                               | BCIL 2015    | Obra popular XVII, XX Mitjan            | Tossa de Mar C. Mare de Déu dels Socors, 12                       | 41° 43′ 06″ N, 2° 55′ 55″ E / 41.71824°N,2.93207°E   | IPA-27152     | Can Ferrer (Tossa de Mar) · Vegeu més fotos d'aquest monument · Carregueu una nova foto d'aquest monument                                     |
| Can Macadà o Casa de les Germanes Ferrer                                                      | BCIL 2015    | Historicisme, eclecticisme XX (1905)    | Tossa de Mar Pl. d'Espanya, 7                                     | 41° 43′ 07″ N, 2° 55′ 56″ E / 41.71868°N,2.93211°E   | IPA-27153     | Can Macadà (Tossa de Mar) · Vegeu més fotos d'aquest monument · Carregueu una nova foto d'aquest monument                                     |
| Can Ramonet, Pastisseria Tomàs                                                                | BCIL 2015    | Obra popular XX Inici                   | Tossa de Mar C. Guàrdia, 14                                       | 41° 43′ 08″ N, 2° 55′ 52″ E / 41.71884°N,2.9312°E    | IPA-27155     | Can Ramonet (Tossa de Mar) · Vegeu més fotos d'aquest monument · Carregueu una nova foto d'aquest monument                                    |
| Habitatge al carrer del Comte Miró, 1                                                         | BCIL 2015    | Gòtic, obra popular XV, XX Final        | Tossa de Mar C. del Comte Miró, 1                                 | 41° 43′ 00″ N, 2° 55′ 59″ E / 41.71678°N,2.93311°E   | IPA-27158     | Habitatge al carrer del Comte Miró, 1 (Tossa de Mar) · Vegeu més fotos d'aquest monument · Carregueu una nova foto d'aquest monument          |
| Can Pere Ruaix                                                                                | BCIL 2015    | Obra popular XVI-XX                     | Tossa de Mar C. Comte Miró, 2                                     | 41° 43′ 00″ N, 2° 55′ 59″ E / 41.71667°N,2.93305°E   | IPA-27159     | Can Pere Ruaix (Tossa de Mar) · Vegeu més fotos d'aquest monument · Carregueu una nova foto d'aquest monument                                 |
| Església Vella de Sant Vicenç                                                                 | BCIL 2015    | Gòtic XV, XX Final, XXI Inici           | Tossa de Mar Vila Vella                                           | 41° 43′ 00″ N, 2° 56′ 03″ E / 41.71663°N,2.93416°E   | IPA-27160     | Església Vella de Sant Vicenç (Tossa de Mar) · Vegeu més fotos d'aquest monument · Carregueu una nova foto d'aquest monument                  |
| Creu de terme                                                                                 | BCIL 2015    | Gòtic XV                                | Tossa de Mar C. Portal                                            | 41° 43′ 01″ N, 2° 55′ 57″ E / 41.716849°N,2.932552°E | IPA-27161     | Creu de terme (Tossa de Mar) · Vegeu més fotos d'aquest monument · Carregueu una nova foto d'aquest monument                                  |
| Ca na Marieta Xerach, Cal Sant Drap                                                           | BCIL 2015    | Obra popular XIV, XX Final              | Tossa de Mar Pl. d'Armes, 2                                       | 41° 43′ 01″ N, 2° 55′ 58″ E / 41.71685°N,2.93278°E   | IPA-27162     | Ca na Marieta Xerach (Tossa de Mar) · Vegeu més fotos d'aquest monument · Carregueu una nova foto d'aquest monument                           |
| Can Canals                                                                                    | BCIL 2015    | Obra popular XV-XX                      | Tossa de Mar C. Francesc d'Aromí, 2                               | 41° 43′ 00″ N, 2° 55′ 58″ E / 41.71666°N,2.93285°E   | IPA-27163     | Can Canals (Tossa de Mar) · Vegeu més fotos d'aquest monument · Carregueu una nova foto d'aquest monument                                     |
| Apartaments El Búnquer                                                                        | BCIL 2015    | Darreres tendències 1970-1975           | Tossa de Mar Av. Sant Ramon de Penyafort, 11                      | 41° 43′ 16″ N, 2° 56′ 07″ E / 41.72113°N,2.93523°E   | IPA-27164     | Apartaments El Búnquer (Tossa de Mar) · Vegeu més fotos d'aquest monument · Carregueu una nova foto d'aquest monument                         |
| Minerva - Palas Atenea                                                                        | BCIL 2015    | Moviment Modern 1973                    | Tossa de Mar Av. Sant Ramon de Penyafort                          | 41° 43′ 14″ N, 2° 56′ 07″ E / 41.72059°N,2.93529°E   | IPA-27165     | Minerva (Tossa de Mar) · Vegeu més fotos d'aquest monument · Carregueu una nova foto d'aquest monument                                        |
| Can Rull, Mas Bosch de Sant Benet                                                             | BCIL 2015    | Obra popular XVI-XX                     | Tossa de Mar                                                      | 41° 44′ 07″ N, 2° 54′ 09″ E / 41.73527°N,2.90242°E   | IPA-27166     | Cal Rull (Tossa de Mar) · Vegeu més fotos d'aquest monument · Carregueu una nova foto d'aquest monument                                       |
| Mas d'en Ferro                                                                                | BCIL 2015    | Obra popular XV, XVII, XX Final         | Tossa de Mar                                                      | 41° 43′ 58″ N, 2° 53′ 47″ E / 41.73282°N,2.89629°E   | IPA-27167     | Mas d'en Ferro (Tossa de Mar) · Vegeu més fotos d'aquest monument · Carregueu una nova foto d'aquest monument                                 |
| Molí Lluny, Can Pericàs, Molí d'en Parot                                                      | BCIL 2015    | Obra popular XVIII-XX                   | Tossa de Mar                                                      | 41° 43′ 52″ N, 2° 54′ 44″ E / 41.731°N,2.91215°E     | IPA-27168     | Molí Lluny (Tossa de Mar) · Vegeu més fotos d'aquest monument · Carregueu una nova foto d'aquest monument                                     |
| Capella de Sant Benet                                                                         | BCIL 2015    | Obra popular X, XV, XVIII               | Tossa de Mar Sant Benet, 19                                       | 41° 44′ 04″ N, 2° 53′ 52″ E / 41.73432°N,2.89769°E   | IPA-27169     | Capella de Sant Benet (Tossa de Mar) · Vegeu més fotos d'aquest monument · Carregueu una nova foto d'aquest monument                          |
| Can Garriga, Mas Garriga                                                                      | BCIL 2015    | Obra popular XVII-XX                    | Tossa de Mar                                                      | 41° 44′ 33″ N, 2° 53′ 50″ E / 41.74256°N,2.89726°E   | IPA-27170     | Can Garriga (Tossa de Mar) · Vegeu més fotos d'aquest monument · Carregueu una nova foto d'aquest monument                                    |
| Can Seca                                                                                      | BCIL 2015    | Obra popular XVIII, XX Mitjan           | Tossa de Mar                                                      | 41° 43′ 50″ N, 2° 54′ 24″ E / 41.73053°N,2.90669°E   | IPA-27171     | Carregueu una nova foto d'aquest monument |
| Santuari i masia de Sant Grau, Sant Grau d'Ardenya o de Vall Prehona                          | BCIL 2015    | Historicisme neoromànic XV-XIX          | Tossa de Mar                                                      | 41° 45′ 34″ N, 2° 56′ 56″ E / 41.75948°N,2.94884°E   | IPA-27172     | Santuari i masia de Sant Grau (Tossa de Mar) · Vegeu més fotos d'aquest monument · Carregueu una nova foto d'aquest monument                  |
| Can Coure                                                                                     | BCIL 2015    | Obra popular XIV, XVII, XX Final        | Tossa de Mar                                                      | 41° 43′ 58″ N, 2° 54′ 43″ E / 41.73277°N,2.91183°E   | IPA-27173     | Can Coure (Tossa de Mar) · Vegeu més fotos d'aquest monument · Carregueu una nova foto d'aquest monument                                      |
| Habitatge al carrer Roqueta, 14                                                               | BCIL 2015    | Obra popular XVI, XX Mitjan             | Tossa de Mar C. Roqueta, 14                                       | 41° 43′ 00″ N, 2° 55′ 54″ E / 41.71676°N,2.93171°E   | IPA-27174     | Habitatge al carrer Roqueta, 14 (Tossa de Mar) · Vegeu més fotos d'aquest monument · Carregueu una nova foto d'aquest monument                |
| Habitatge al carrer Roqueta, 16                                                               | BCIL 2015    | Obra popular XVI, XX Mitjan             | Tossa de Mar C. Roqueta, 16                                       | 41° 43′ 00″ N, 2° 55′ 55″ E / 41.71668°N,2.93182°E   | IPA-27175     | Habitatge al carrer Roqueta, 16 (Tossa de Mar) · Vegeu més fotos d'aquest monument · Carregueu una nova foto d'aquest monument                |
| Can Gig, Can Gich, Mas de la Torre, antic Mas Rabassa                                         | BCIL 2015    | Obra popular XVI-XX                     | Tossa de Mar C. Guàrdia, 56                                       | 41° 43′ 07″ N, 2° 55′ 43″ E / 41.7187°N,2.92869°E    | IPA-27176     | Can Gig (Tossa de Mar) · Vegeu més fotos d'aquest monument · Carregueu una nova foto d'aquest monument                                        |
| Can Magí, Can Barber, Can Rabassa o Mas de la Torre                                           | BCIL 2015    | Eclecticisme XVII, XIX Mitjan           | Tossa de Mar C. Tarull, 32 - c. de la Guàrdia, 56                 | 41° 43′ 07″ N, 2° 55′ 43″ E / 41.71852°N,2.92866°E   | IPA-27177     | Can Magí (Tossa de Mar) · Vegeu més fotos d'aquest monument · Carregueu una nova foto d'aquest monument                                       |
| Torre des Moros, Torre de Tarull, Torre de Can Magí                                           | BCIL 2015    | Obra popular XVI, XX Final              | Tossa de Mar                                                      | 41° 43′ 08″ N, 2° 55′ 38″ E / 41.71886°N,2.92726°E   | IPA-27178     | Torre des Moros (Tossa de Mar) · Vegeu més fotos d'aquest monument · Carregueu una nova foto d'aquest monument                                |
| Can Martí o Cas Fuster                                                                        |              | Obra popular XVIII, XX Final, XXI Inici | Tossa de Mar C. St. Josep, 13                                     | 41° 43′ 02″ N, 2° 55′ 52″ E / 41.7173°N,2.93109°E    | IPA-33511     | Can Martí (Tossa de Mar) · Vegeu més fotos d'aquest monument · Carregueu una nova foto d'aquest monument                                      |
| Can Llach o Ca n'Esteve Llach                                                                 |              | Obra popular XIX, XX Final              | Tossa de Mar C. la Guàrdia, 6                                     | 41° 43′ 08″ N, 2° 55′ 53″ E / 41.71875°N,2.93152°E   | IPA-33512     | Can Llach (Tossa de Mar) · Vegeu més fotos d'aquest monument · Carregueu una nova foto d'aquest monument                                      |
| Habitatge al carrer Pintora Lola Bech, 1                                                      |              | Obra popular XVIII, XXI Inici           | Tossa de Mar C. Pintora Lola Bech, 1                              | 41° 43′ 08″ N, 2° 55′ 52″ E / 41.71901°N,2.93116°E   | IPA-33513     | Habitatge al carrer Pintora Lola Bech, 1 (Tossa de Mar) · Vegeu més fotos d'aquest monument · Carregueu una nova foto d'aquest monument       |
| Habitatge al carrer Estolt, 16                                                                |              | Obra popular XVIII Mitjan, XXI Inici    | Tossa de Mar C. Estolt, 16                                        | 41° 43′ 02″ N, 2° 55′ 54″ E / 41.71712°N,2.93155°E   | IPA-33514     | Habitatge al carrer Estolt, 16 (Tossa de Mar) · Vegeu més fotos d'aquest monument · Carregueu una nova foto d'aquest monument                 |
| Agulla de Pola o Torre de Cala Salionç                                                        |              | Obra popular X, XVI                     | Tossa de Mar                                                      | 41° 44′ 03″ N, 2° 57′ 11″ E / 41.73423°N,2.95319°E   | IPA-33515     | Agulla de Pola (Tossa de Mar) · Vegeu més fotos d'aquest monument · Carregueu una nova foto d'aquest monument                                 |
| Can Sans d'Aiguabona                                                                          |              | Obra popular XV, XVII, XX Final         | Tossa de Mar Can Sans d'Aiguabona                                 | 41° 44′ 11″ N, 2° 55′ 27″ E / 41.73627°N,2.92422°E   | IPA-33516     | Can Sans d'Aiguabona (Tossa de Mar) · Carregueu una nova foto d'aquest monument                                                               |
| Habitatge al carrer Codolar, 8                                                                |              | Obra popular XVII, XX                   | Tossa de Mar C. Codolar, 8                                        | 41° 43′ 01″ N, 2° 55′ 55″ E / 41.71688°N,2.93184°E   | IPA-33517     | Habitatge al carrer Codolar, 8 (Tossa de Mar) · Vegeu més fotos d'aquest monument · Carregueu una nova foto d'aquest monument                 |
| Can Ganga, Can Leandro                                                                        | BCIL 2017    | Obra popular XVI, XX                    | Tossa de Mar C. Codolar, 4                                        | 41° 43′ 01″ N, 2° 55′ 54″ E / 41.71704°N,2.93171°E   | IPA-33518     | Can Ganga (Tossa de Mar) · Vegeu més fotos d'aquest monument · Carregueu una nova foto d'aquest monument                                      |
| Torre del Gorg Gitano o Gora Gitano                                                           |              | Obra popular XI, XII                    | Tossa de Mar                                                      | 41° 44′ 50″ N, 2° 54′ 51″ E / 41.74732°N,2.91408°E   | IPA-33519     | Carregueu una nova foto d'aquest monument |
| Far de Tossa                                                                                  |              | Obra popular XX Inici, XX Final         | Tossa de Mar Vila Vella                                           | 41° 42′ 56″ N, 2° 56′ 02″ E / 41.71556°N,2.93397°E   | IPA-33520     | Far de Tossa (Tossa de Mar) · Vegeu més fotos d'aquest monument · Carregueu una nova foto d'aquest monument                                   |
| Estudi Padró                                                                                  |              | Obra popular XVII, XX Final             | Tossa de Mar C. Escaletes, 1                                      | 41° 43′ 00″ N, 2° 55′ 59″ E / 41.71679°N,2.93305°E   | IPA-33521     | Estudi Padró (Tossa de Mar) · Vegeu més fotos d'aquest monument · Carregueu una nova foto d'aquest monument                                   |
| Creu de terme de Sant Grau d'Ardenya                                                          |              | Gòtic XV, XX Mitjan                     | Tossa de Mar St. Grau d'Ardenya                                   | 41° 45′ 34″ N, 2° 56′ 53″ E / 41.75944°N,2.94797°E   | IPA-33522     | Creu de terme de Sant Grau d'Ardenya (Tossa de Mar) · Vegeu més fotos d'aquest monument · Carregueu una nova foto d'aquest monument           |
| Can Niceto                                                                                    |              | Obra popular Medieval, XVI              | Tossa de Mar C. Portal, 6                                         | 41° 43′ 02″ N, 2° 55′ 56″ E / 41.71734°N,2.93224°E   | IPA-33525     | Can Niceto (Tossa de Mar) · Vegeu més fotos d'aquest monument · Carregueu una nova foto d'aquest monument                                     |
| Ca n'Axandri                                                                                  |              | Obra popular XIX                        | Tossa de Mar C. Guàrdia, 36                                       | 41° 43′ 08″ N, 2° 55′ 48″ E / 41.71899°N,2.92994°E   | IPA-33526     | Ca n'Axandri (Tossa de Mar) · Vegeu més fotos d'aquest monument · Carregueu una nova foto d'aquest monument                                   |
| Ca l'Isabel Coris Vilas                                                                       |              | Obra popular XVIII                      | Tossa de Mar C. Sant Miquel, 8                                    | 41° 43′ 10″ N, 2° 55′ 54″ E / 41.71937°N,2.93167°E   | IPA-33527     | Ca l'Isabel Coris Vilas (Tossa de Mar) · Vegeu més fotos d'aquest monument · Carregueu una nova foto d'aquest monument                        |
| Habitatge al carrer Pescadors, 4                                                              |              | Obra popular XVIII                      | Tossa de Mar C. Pescadors, 4                                      | 41° 43′ 01″ N, 2° 55′ 54″ E / 41.717°N,2.93168°E     | IPA-33528     | Habitatge al carrer Pescadors, 4 (Tossa de Mar) · Vegeu més fotos d'aquest monument · Carregueu una nova foto d'aquest monument               |
| Sant Jaume de Can Ferrer                                                                      |              | Eclecticisme XX Inici                   | Tossa de Mar                                                      | 41° 43′ 35″ N, 2° 56′ 40″ E / 41.72645°N,2.94431°E   | IPA-33529     | Sant Jaume de Can Ferrer (Tossa de Mar) · Vegeu més fotos d'aquest monument · Carregueu una nova foto d'aquest monument                       |
| Pou de gel de s'Arrupit                                                                       |              | Obra popular XVIII                      | Tossa de Mar S'Arrupit                                            | 41° 43′ 35″ N, 2° 53′ 41″ E / 41.72652°N,2.89471°E   | IPA-33530     | Pou de gel de s'Arrupit (Tossa de Mar) · Carregueu una nova foto d'aquest monument                                                            |
| Antiga ermita de Sant Pere de Vilademont                                                      |              | Romànic XI                              | Tossa de Mar Enderrocada                                          | 41° 44′ 56″ N, 2° 54′ 41″ E / 41.748954°N,2.911303°E | IPA-33531     | Antiga ermita de Vilademont (Tossa de Mar) · Vegeu més fotos d'aquest monument · Carregueu una nova foto d'aquest monument                    |
| Capella de la Mare de Déu de Gràcia o capella de la Mare de Déu de Can Payet                  |              | Obra popular XVII                       | Tossa de Mar Enderrocada                                          | 41° 44′ 36″ N, 2° 56′ 01″ E / 41.743365°N,2.933681°E | IPA-33532     | Mare de Déu de la Gràcia (Tossa de Mar) · Vegeu més fotos d'aquest monument · Carregueu una nova foto d'aquest monument                       |
| Casal Parroquial o Casa del Rector Jaume Bagué Ferro, Casa de l'Organista Mn. Soler de Morell |              | Obra popular XX Inici                   | Tossa de Mar C. Sant Antoni, 5                                    | 41° 43′ 04″ N, 2° 55′ 49″ E / 41.71789°N,2.93035°E   | IPA-33533     | Casal Parroquial (Tossa de Mar) · Vegeu més fotos d'aquest monument · Carregueu una nova foto d'aquest monument                               |
| Mas Martí o Can Martí                                                                         |              | Obra popular XVI                        | Tossa de Mar                                                      | 41° 43′ 50″ N, 2° 55′ 35″ E / 41.73044°N,2.92626°E   | IPA-33534     | Mas Martí (Tossa de Mar) · Vegeu més fotos d'aquest monument · Carregueu una nova foto d'aquest monument                                      |
| Torre de l'Hostal o Can Pujals, Torre de na Carme Bota, Torre d'en Pere Ballell               |              | Obra popular XVII                       | Tossa de Mar C. Xixanet                                           | 41° 43′ 06″ N, 2° 55′ 54″ E / 41.71837°N,2.93177°E   | IPA-33535     | Torre de l'Hostal (Tossa de Mar) · Vegeu més fotos d'aquest monument · Carregueu una nova foto d'aquest monument                              |
| Habitatge al carrer Tarull, 10                                                                |              | Obra popular XVIII                      | Tossa de Mar C. Tarull, 10                                        | 41° 43′ 05″ N, 2° 55′ 50″ E / 41.71813°N,2.93059°E   | IPA-33536     | Habitatge al carrer Tarull, 10 (Tossa de Mar) · Vegeu més fotos d'aquest monument · Carregueu una nova foto d'aquest monument                 |
| Habitatge al carrer Nou, 5                                                                    |              | Obra popular XVIII                      | Tossa de Mar C. Nou, 5                                            | 41° 43′ 09″ N, 2° 55′ 50″ E / 41.71922°N,2.93043°E   | IPA-33537     | Habitatge al carrer Nou, 5 (Tossa de Mar) · Vegeu més fotos d'aquest monument · Carregueu una nova foto d'aquest monument                     |
| Habitatge al carrer Portal, 7                                                                 |              | Obra popular XVIII Final                | Tossa de Mar C. Portal, 7                                         | 41° 43′ 03″ N, 2° 55′ 56″ E / 41.71741°N,2.93234°E   | IPA-33538     | Habitatge al carrer Portal, 7 (Tossa de Mar) · Vegeu més fotos d'aquest monument · Carregueu una nova foto d'aquest monument                  |
| Habitatge al carrer Portal, 9                                                                 | BCIL 2015    | Obra popular XVIII Mitjan, XX Final     | Tossa de Mar C. Portal, 9                                         | 41° 43′ 03″ N, 2° 55′ 56″ E / 41.71739°N,2.93231°E   | IPA-33539     | Habitatge al carrer Portal, 9 (Tossa de Mar) · Vegeu més fotos d'aquest monument · Carregueu una nova foto d'aquest monument                  |
| Ca l'Acerbi                                                                                   | BCIL 2014    | Moviment modern XX                      | Tossa de Mar Av. del Pelegrí, 3                                   | 41° 43′ 10″ N, 2° 55′ 45″ E / 41.719565°N,2.929130°E | IPA-43534     | Ca l'Acerbi (Tossa de Mar) · Vegeu més fotos d'aquest monument · Carregueu una nova foto d'aquest monument                                    |
| Molí d'en Rissec                                                                              |              | Obra popular XIX                        | Tossa de Mar                                                      | 41° 45′ 56″ N, 2° 54′ 41″ E / 41.76562°N,2.91143°E   | IPA-43436     | Carregueu una nova foto d'aquest monument |
| Molí fariner del Mas Garriga                                                                  |              | Obra popular XVIII                      | Tossa de Mar                                                      | 41° 44′ 31″ N, 2° 53′ 48″ E / 41.74204°N,2.89664°E   | IPA-43456     | Carregueu una nova foto d'aquest monument |
| Rectoria                                                                                      | BCIL 2020    | XVIII                                   | Tossa de Mar C. Pou de la Vila, 6                                 | 41° 43′ 10″ N, 2° 55′ 56″ E / 41.71938°N,2.93212°E   | IPA-50679     | Carregueu una nova foto d'aquest monument |